# 강석철
강석철(1984년~ )은 대한민국의 배우이다.

## 출연작

### 영화
- 《경호원》(2020년) - 수한 역
- 《히치하이커》(2016년) - 동료경찰 역
- 《보고싶다》(2016년) - 동료경찰 역
- 《스파이》(2013년) - 상황실 요원 4 역
- 《고령화가족》(2013년) - 천안 PC방 패거리들 역
- 《설인》(2013년) - 젊은 철민 역
- 《볼펜 잡듯이》(2012년)
- 《누가 쌌노?》(2011년) - 총무 역

### 드라마
- 《KBS 드라마 스페셜 - 내 낡은 지갑 속의 기억》 (2013년, KBS2) - 카페남 역
- 《그 겨울, 바람이 분다》(2013년, SBS) - 양아치 역
- 《야왕》(2013년, SBS)
- 《드라마의 제왕》(2012년, SBS) - 수사관 역
- 《대풍수》(2012년, SBS) - 충용위 역
- 《내 사랑 나비부인》(2012년, SBS) - 경찰 역
- 《유령》(2012년, SBS) - 동영상 유포 알바생 역
- 《각시탈》(2012년, KBS2) - 보초 역
- 《해운대 연인들》(2012년, KBS2) - 형사 역
- 《스탠바이》(2012년, MBC)
- 《내 인생의 단비》(2012년, SBS)
- 《천사의 선택》(2012년, MBC) - 의사 역
- 《시티헌터》(2011년, SBS) - 군인 역
- 《고봉실 아줌마 구하기》(2011년, JTBC) - 의사 역

### 뮤지컬
- 《아찔한 연애》

### 뮤직비디오
- 우피 - 나랑은 안 어울리는 사랑노래
- 맥켈리 - 이별이라는 밤